# Charlot papà
Charlot papà (His Trysting Place) è un cortometraggio del 1914 scritto, diretto, montato e interpretato da Charlie Chaplin. Prodotto dalla Keystone Pictures Studio, il film fu completato il 1º ottobre 1914 e distribuito negli Stati Uniti dalla Mutual Film il 9 novembre, mentre in Italia fu trasmesso su Rai 1 il 2 maggio 1970 nel programma Oggi le comiche. In italiano è stato trasmesso in TV anche col titolo Charlot gagà, mentre in inglese è noto anche come Family Home, Family House, His Trysting Places, The Henpecked Spouse, The Ladies' Man e Very Much Married.

## Trama
Charlot viene sempre rimproverato dalla moglie per la sua negligenza verso il loro bambino, così un giorno decide di uscire per comprare un biberon al piccolo. Ambrose, che invece ha un rapporto idilliaco con la moglie, accetta di imbucare una lettera d'amore della giovane Clarice durante la sua abituale passeggiata. Con gli oggetti ancora in tasca, i due uomini si incontrano in un bar e iniziano a litigare, dando luogo ad una rissa a seguito della quale si scambiano i cappotti. Di conseguenza la moglie di Charlot si convince che il marito abbia un'amante, mentre quella di Ambrose crede che il coniuge abbia un figlio illegittimo. Alla fine le due coppie si incontrano al parco e risolvono l'equivoco. Tuttavia, se Charlot e la moglie si riappacificano, altrettanto non si può dire dell'altra coppia quando la moglie di Ambrose legge la lettera.

## Distribuzione

### Data di uscita
Le date di uscita internazionali sono state:
- 9 novembre 1914 negli Stati Uniti
- 22 aprile 1916 in Spagna (Charlot se engaña)
- 8 settembre in Danimarca (Chaplin som Ægtemand)
- 4 dicembre in Svezia (Charlie och kärleksbrevet)